# Schizofrenia społecznie pozytywna
Schizofrenia społecznie pozytywna (schizophrenia paradoxalis socialiter fausta) – jedna z postaci schizofrenii wyróżniona przez Eugeniusza Brzezickiego objawiająca się (poza charakterystycznymi cechami schizofrenii) wykazywaniem przez pacjenta życzliwych działań w stosunku do innych ludzi wynikających z poczucia chorego, że jest kimś ważnym lub ma do wykonania określone zadanie (np. niesienie pokoju, pomoc ludziom, itp.). Osobę taką pochłania idea, której poświęca się bez granic.